# Parti per miliardo
Le parti per miliardo (abbreviato ppb dall'inglese parts per billion) sono un modo di esprimere una quantità rispetto al totale. Siccome rappresentano un rapporto tra due grandezze che utilizzano le stesse unità di misura, le ppb sono adimensionali e non appartengono al sistema internazionale delle unità di misura. Generalmente vengono utilizzate per indicare livelli estremamente bassi di concentrazione di un soluto in soluzioni acquose, o per esprimere errori di misurazione e tolleranze degli strumenti di misura, ma possono essere usate per qualsiasi altro motivo, siccome si riferiscono ad una frazione sul totale.
Il termine inglese billion (109 secondo la scala corta) in italiano va tradotto con miliardo e non va confuso con il termine bilione (1012 secondo la scala lunga) che equivale a 1000 miliardi.

## Equivalenze
1 ppb corrisponde a 1 grammo di soluto disciolto in 1 miliardo di grammi di solvente, ovvero 1 grammo di soluto in 1 milione di kilogrammi di solvente o anche 1 grammo di soluto in 1000 tonnellate di solvente. Per le soluzioni acquose, siccome l'acqua possiede una densità media di 1 kg/L, il ppb corrisponde a 1 grammo di soluto in 1 milione di litri d'acqua, ovvero a 0,001 mg/L, a 1 µg/L  o ancora a 1 ng/mL.
Banalmente si possono rapportare qualsiasi unità di misura, quindi 1 ppb è anche 3 secondi rispetto ad un secolo, 1 kilometro rispetto 3,3 secondi luce o 1 persona rispetto alla popolazione di tutto il continente americano.